# Good to My Baby
«Good to My Baby» es una canción escrita por Brian Wilson y Mike Love para la banda estadounidense The Beach Boys.

## Historia
En noviembre de 1969 el padre de los hermanos Wilson, Murry Wilson vendió los derechos de autor de las canciones de The Beach Boys de la editorial Sea of Tunes a Irving Almo por aproximadamente 700 000 dólares. En abril de 1992, después de que Brian Wilson había ganado un juicio y recuperara los derechos de autor de sus canciones, Mike Love presentó una demanda contra Brian reclamando que no lo habían acreditado en algunas de ellas, y por lo tanto no había recibido las regalías correspondientes en más de treinta de las canciones de la banda. Una de estas canciones era "Good to My Baby". La canción al principio fue acreditada únicamente a Brian Wilson. Mike Love ganó el juicio y por lo tanto de allí en más figura en los créditos junto a Wilson.

## Letra
La canción comienza hablando de que piensan que él trata mal a su chica, que es cruel y vil, pero cuando están solos él le entrega todo su amor. Según el narrador, ellos son la pareja ideal. También dice que "ellos" nunca han armado una escena y que siguen juntos, mientras que otras parejas vienen y van. 

## Publicaciones
Esta canción fue incluida en el álbum Today! de 1965, después fue compilada en Spirit of America de 1975, y recién fue compilada de nuevo en Summer Love Songs de 2009. 

## Créditos
- Hal Blaine - batería
- Steve Douglas - Saxófono tenor
- Al Jardine - vocal
- Plas Johnson - Saxófono tenor
- Carol Kaye - bajo eléctrico
- Mike Love - vocal
- Jay Migliori - saxófono barítono
- Bill Pitman - guitarra
- Don Randi - piano, órgano
- Billy Strange - guitarra
- Ron Swallow - pandereta
- Tommy Tedesco - guitarra
- Julius Wechter - Conga (instrumento musical)
- Brian Wilson - piano, voz
- Carl Wilson - guitarra, vocal
- Dennis Wilson - vocal